# فرانسوا-فیلیپ شامپین
فرانسوا-فیلیپ شامْپَین (به انگلیسی: François-Philippe Champagne) سیاستمدار کانادایی است
که از حوزه Saint-Maurice—Champlain از سال ۲۰۱۵ به مجلس عوام کانادا انتخاب شده‌است. او عضو حزب لیبرال است و از ۲۰ نوامبر ۲۰۱۹ به عنوان وزیر فدرال امور خارجه مشغول به کار است.